# Trachelospermum
Trachelospermum Lem. – rodzaj roślin z rodziny toinowatych (Apocynaceae). Obejmuje 9 gatunków. Rośliny te występują w południowej i wschodniej Azji na obszarze od Pakistanu na zachodzie po Japonię, Filipiny, Borneo i Jawę na wschodzie. Zaliczany tu w niektórych ujęciach gatunek północnoamerykański (T. difformis) wyodrębniany jest w osobny, monotypowy rodzaj Thyrsanthella. Rośliny te są pnączami rosnącymi w lasach i na terenach skalistych, wspinającymi się na drzewa i skały.
Dwa gatunki – T. asiaticum i T. jasminoides są uprawiane jako ozdobne dla efektownych, wonnych kwiatów. Popularne są w krajach o ciepłym klimacie – znoszą tylko krótkotrwałe spadki temperatur do -10 °C. W Polsce rośliny te bywają uprawiane w kolekcjach, zimować muszą w szklarniach.

## Morfologia

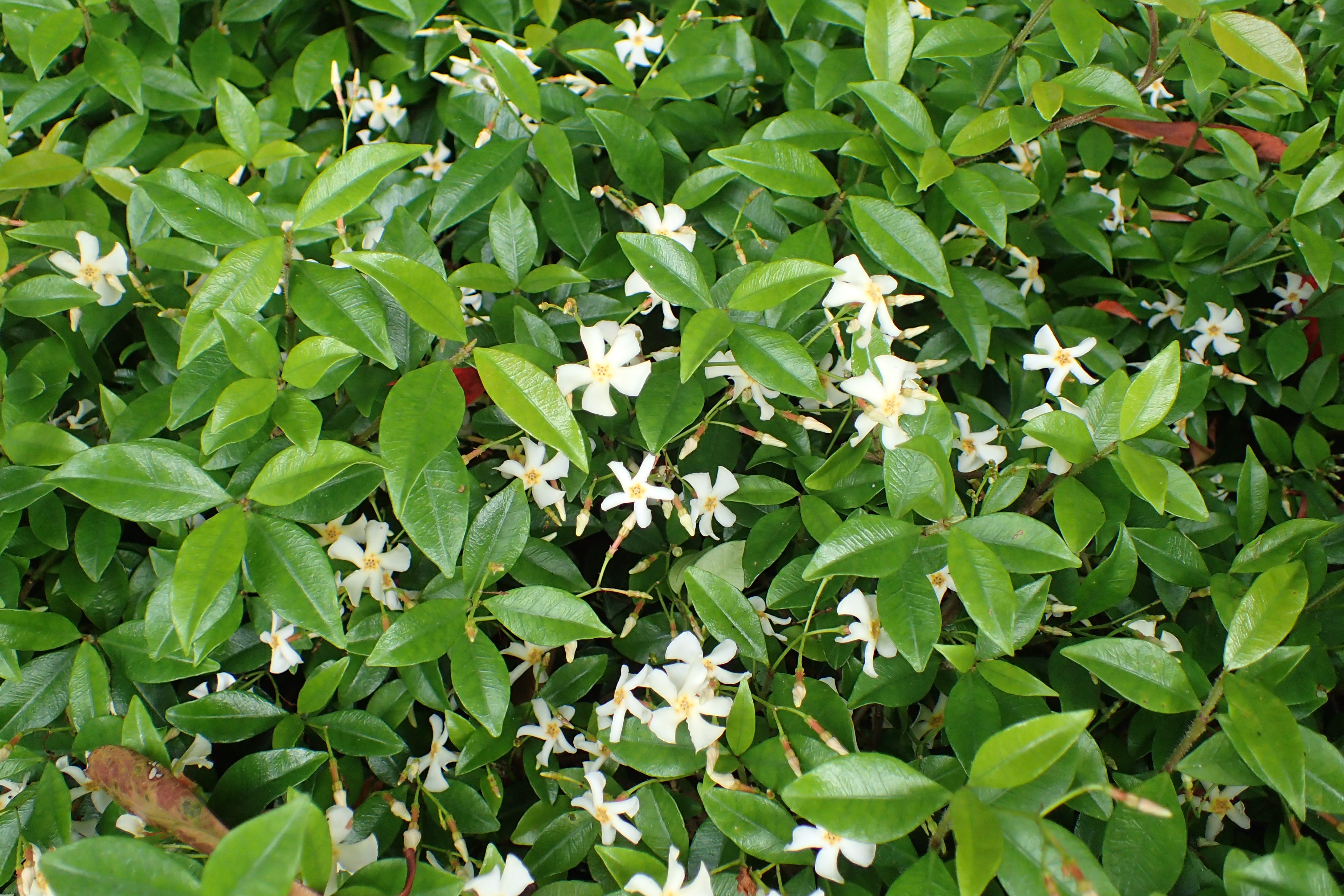
Trachelospermum asiaticum

PokrójDrewniejące pnącza osiągające do 15 m wysokości, czasem wolnorosnące, bez podpór. Pędy zawierają biały sok mleczny.
LiścieNaprzeciwległe. Blaszki liściowe skórzaste, pojedyncze, eliptyczne do szeroko lancetowatych.
KwiatySkupione w luźne wierzchotki wyrastające na szczytach pędów i w kątach liści. Kielich składa się z głęboko wciętych 5 działek, na szczycie ząbkowanych, u nasady z 5–10 gruczołkami. Korona kwiatu w dole zrośnięta w pięciokanciastą rurkę, z gardzielą zwężoną, na szczycie z pięcioma rozpostartymi łatkami, w pąku skręconymi, zachodzącymi nieco na siebie w prawo także w czasie kwitnienia, biała do purpurowo nabiegłej, często żółknąca z czasem. Pręciki przyrośnięte do dolnej części rurki korony, z pylnikami strzałkowatymi, przylegającymi do szczytu słupka, z końcami wystającymi z rurki korony lub schowanymi w niej. Zalążnie są dwie, wolne, każda z licznymi zalążkami na szczycie z krótkim szyjkami słupka, zakończonymi stożkowanym znamieniem.
OwoceDwa równowąskie lub wrzecionowate mieszki, rozchylone lub równoległe, zwykle zwisające i po dojrzeniu czerwone. Nasiona długie i wąskie, na wierzchołku z kępką włosków.

## Systematyka
Pozycja systematycznaRodzaj z plemienia Apocyneae w podrodzinie Apocynoideae w rodzinie toinowatych Apocynaceae.
Gatunki
- Trachelospermum asiaticum (Siebold & Zucc.) Nakai
- Trachelospermum assamense Woodson
- Trachelospermum axillare Hook.f.
- Trachelospermum brevistylum Hand.-Mazz.
- Trachelospermum dunnii (H.Lév.) H.Lév.
- Trachelospermum inflatum (Blume) Pierre ex Pichon
- Trachelospermum jasminoides (Lindl.) Lem.
- Trachelospermum lucidum (D.Don) K.Schum.
- Trachelospermum vanoverberghii  Merr.